# Cerámica de Chulucanas

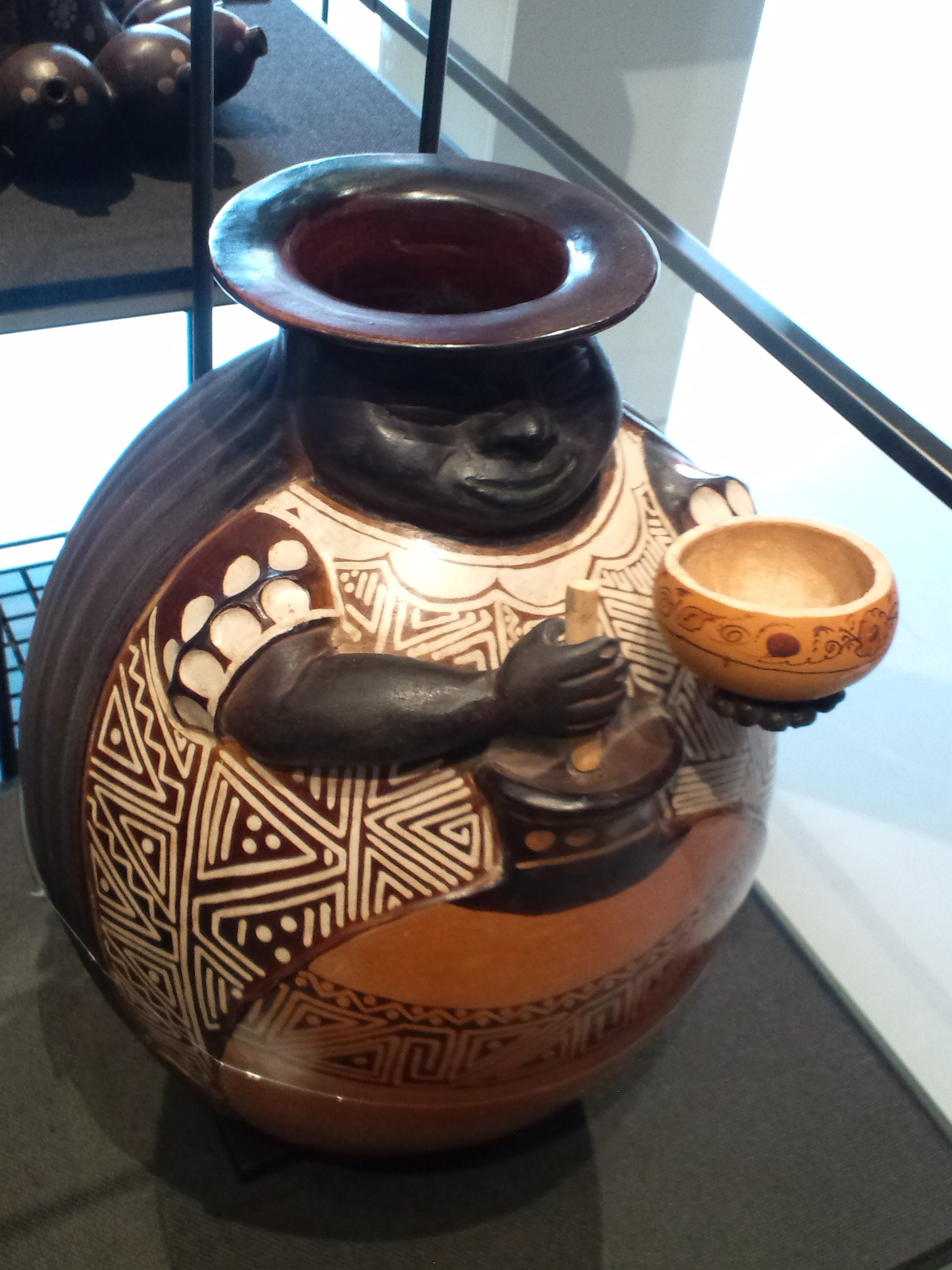
Vendedor de chicha en el Museo Nacional de Etnografía de Osaka (Japón).

La cerámica de Chulucanas es una denominación de origen para la alfarería producida en Chulucanas, ciudad ubicada en la provincia de Morropón (Perú).
Las características de la fabricación de las cerámica de Chulucanas es la técnica del paleteo que se realiza en el moldeo a mano y con golpes de paleta, el uso de pigmentos naturales, el método de decoración de la 'pintura negativa' basado en la reducción del oxígeno en la cocción y el ahumado con hojas de mango. Las características más predominante de la cerámica es el uso de tonos negros, las figuras ovaladas y los diseños geométrico. Las temáticas son mayormente costumbristas.
La mayoría de los artesanos se encuentran en el centro poblado La Encantada.

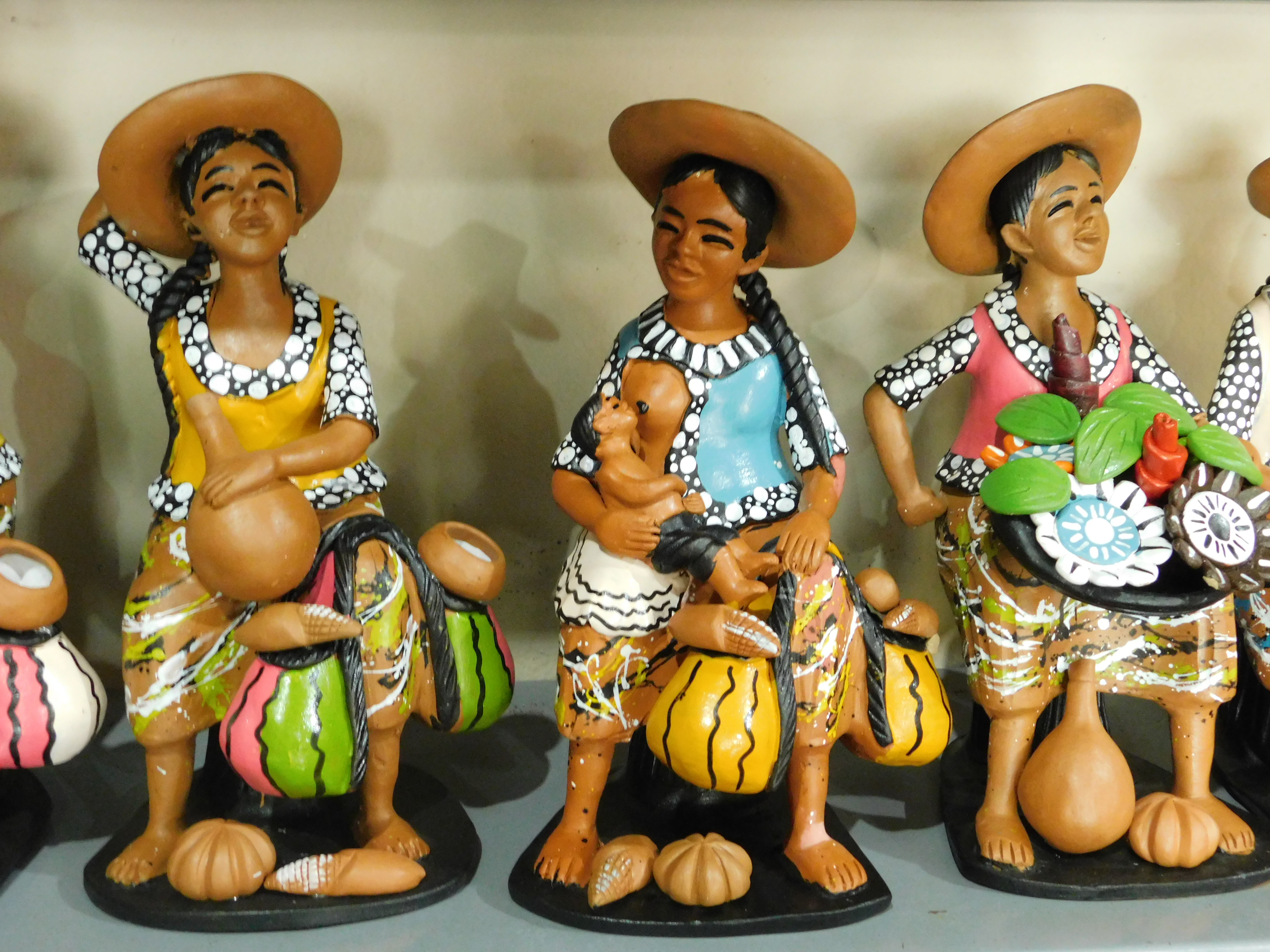
La cerámica se caracteriza por representar las costumbres de Chulucanas.

Es la tercera denominación de origen protegida del Perú, otorgada el 26 de julio de 2006. En el 2011 se registró en Chile la denominación de origen en el Instituto Nacional de Propiedad Industrial. A nivel internacional, el gobierno peruano registró la denominación de origen ante la Organización Mundial de la Propiedad Intelectual, conforme al Sistema de Lisboa, el 31 de octubre de 2006.
En el 2005, fue reconocido como producto de bandera de Perú por la Comisión Nacional de Productos de Bandera (Coproba).